# 基督教科学派第二教会 (密尔沃基)
基督教科学派第二教会（英語：Second Church of Christ Scientist）位于美国威斯康星州密尔沃基。1986年列入国家史迹名录。